# Сачітх Алока
Сачітх Алока де Сілва (нар. 5 липня 1990) — ланкіський футболіст, нападник.

## Кар'єра в збірній
З 2013 року викликається до складу національної збірної Шрі-Ланки. Дебютував за головну команду країни 4 березня 2013 року в програному (2:4) домашньому кубку виклику АФК проти Лаосу. Сачітх вийшов на поле на 79-й хвилині, замінивши Чарітху Бандару.